# Réserve naturelle de Borøya
La réserve naturelle de Borøya  est une réserve naturelle norvégienne qui est située dans la municipalité de Bærum dans le comté d'Akershus, au sud-est de Sandvika.

## Description
La réserve naturelle est située sur l'île de Borøya  et les îlots de Furuholmen et Saraholmen  dans le fjord intérieur d'Oslo. Le socle rocheux est constitué principalement de roches sédimentaires calcaires et de roches schisteuses de la période cambrien/silurien. La végétation de Borøya est variée et très riche en espèces, avec un certain nombre de types et d'espèces de végétation rares. Saraholmen et Furuholmen ont des éléments de sécheresse calcaire et une certaine végétation de plage.